# رينيرا القاسية
«رينيرا القاسية» (بالإنجليزية: Rhaenyra the Cruel)‏ هي الحلقة الثانية للموسم الثاني من مسلسل إتش بي أو التلفزيوني الدرامي الخيالي آل التنين. كُتبت الحلقة من قبل سارة هيس وإخراج كلير كيلنر، وتم بثها لأول مرة في 23 يونيو 2024. وتبلغ مدة الحلقة 69 دقيقة، وهي أطول حلقة في المسلسل حتى الآن.
تتبع الحبكة مباشرة العرض الأول لنهاية الحلقة السابقة، وتصور آثار مقتل جِهيرس، ابن ووريث الملك إجون الثاني. في كينجز لاندنج، يقوم أوتو بترتيب جنازة جِهيرس لكسب تعاطف الشعب وتأطير جريمة القتل على أنها من فعل رينيرا. يتخذ إجون إجراءً متهورًا يثير حفيظة أوتو، مما يؤدي إلى مواجهة تؤدي إلى طرد إجون لأوتو باعتباره يد الملك. يرسل كريستون آريك لاغتيال رينيرا. في دراجونستون، تتجادل رينيرا وديمون حول ولائه. تنتهي محاولة آريك لقتل رينيرا بموته هو وشقيقه التوأم إريك، الحارس المحلف لرينيرا.
قدمت الحلقة العديد من طاقم التمثيل الجدد، بما في ذلك كلينتون ليبرتي في دور أدام هال، وتوم بينيت في دور أولف الأبيض، وإلورا تورشيا في دور كات. تلقت الحلقة مراجعات إيجابية للغاية، مع الثناء على الإخراج والكتابة والقطع الموسيفية والتصوير السينمائي والعمل بالكاميرا، والقتال بين إريك وآريك، ونقاش رينيرا مع ديمون، وأداء طاقم الممثلين، ولا سيما توم غلين كارني، وإيما دارسي، وفيا سابان وأوليفيا كوك وريس إيفانز.

## الحبكة

### في كينجز لاندنج
في الفوضى التي أعقبت مقتل الأمير جِهيرس، يغضب إجون بعنف. يقوم على عجل بتجميع مجلسه الصغير، ويريد الانتقام من رينيرا، على الرغم من أن اللورد جاسبر يعتقد أنها قد تكون بريئة. يقترح أوتو إقامة جنازة عامة لكسب التعاطف العام وتأطير جريمة القتل على أنها من فعل رينيرا. في الموكب، يهتف أحد الحشود، «رينيرا القاسية»، بينما تتلقى أليسنت وهيلينا تعازي الشعب. تم القبض على «دم»، وتحت التهديد بالتعذيب، اعترف للاريس بأن ديمون استأجره وشريكه، وهو صائد فئران غير معروف. إجون يضرب رأس «دم» بالصولجان. يبدو أن إيموند يشعر بالإطراء لأن ديمون سعى لاغتياله، رغم أنه نادم على وفاة لوسيريس. يبحث عن العزاء في بيت للدعارة مع سيلفي، التي تقول إن الصغار يعانون عندما يغضب الأقوياء. يعلم هيو هامر من زوجته كات أن أسعار الدجاج ارتفعت بشكل كبير، فيقوم برعاية ابنته المريضة. سير كريستون، الذي يتهرب من مسؤوليته بالفشل في حماية جِهيرس، يلقي باللوم على آريك بدلاً من ذلك. يأمره بالتسلل إلى دراجونستون متنكراً في زي توأمه، إريك، وقتل رينيرا. بسبب عدم قدرته على التعرف على شريك «دم»، يقوم إجون بشنق جميع صائدي الفئران علنًا، بما في ذلك شريك «دم»، مما يثير غضب أوتو، الذي يخشى ثورة شعبوية. أدى جدالهم المحتدم إلى قيام إجون بطرد أوتو من منصب يد الملك وتعيين كريستون بديلاً له. ثم يناقش أوتو وأليسنت كيفية إدارة إجون. تريد أليسنت الاعتراف بخطاياها، لكن أوتو يرفض ذلك. في وقت لاحق، صفعت أليسنت كريستون، ثم يتعانقون بشغف.

### في دراجونستون
أخبار مقتل جِهيرس تثير قلق رينيرا من أن شعبيتها ومصداقيتها ستتأثران. للاشتباه في أن ديمون أمر بقتل جِهيرس في حالة عدم وجود إيموند، تقول رينيرا إنها لم تعد تثق به. تسأله إذا ما كان مستاءً من وراثتها العرش وليس نفسه. يغادر ديمون إلى هارنهال لتجنيد التحالفات. يناقشان بايلا وجِيسرس عائلاتهما والمستقبل. رينيرا تستجوب ميساريا وتمنحها حريتها على مضض. أثناء مغادرتها لدراجونستون، لاحظت ميساريا وصول آريك وتنبيه أحد الحراس. عندما دخل آريك لاحقًا إلى غرف رينيرا، اقتحم الغرفة إريك وقام بمبارزته. إليندا خادمة رينيرا تطلب تعزيزات. يصل السير لورينت، ثم يصل عدة آخرون لاحقًا. يقتل إريك شقيقه، لكن الحزن تغلب عليه، وينتحر، ويسقط على سيفه.

### في دريفتمارك
آلِن وشقيقه أدام يحييان بعضهما البعض. يذكر أدام أن آلِن يمكن أن يصعد في المرتبة تحت مراقبة كورليس. في وقت لاحق، أدام، وهو يجمع السرطانات على الشاطئ، يرى تنينًا يطير فوق رأسه.

## الإنتاج

### الكتابة والتصوير
حلقة «رينيرا القاسية» كُتبت بواسطة سارة هيس وإخراج كلير كيلنر، مما يجعله تعاونهم الثاني في المسلسل بعد حلقة «المجلس الأخضر». كانت الحلقة أيضًا بمثابة الاعتماد الكتابي الثالث لهيس، بعد حلقات «الأميرة والملكة» و«المجلس الأخضر»، والمرة الرابعة لكيلنر كمخرج للمسلسل بعد حلقات «ملك البحر الضيق»، «ننير الطريق»، و«المجلس الأخضر».

### الطاقم
الحلقة من بطولة مات سميث، إيما دارسي، أوليفيا كوك، ريس ايفانز، ستيف توسان، إيف بيست، فابيان فرانكل، ماثيو نيدهام، سونويا ميزونو، توم غلين كارني، إيوان ميتشل، فيا سابان، هاري كوليت، بيثاني أنطونيا، جيفرسون هول، كورت إيجياوان، أبو بكر سالم، كلينتون ليبرتي، توم بينيت، كيران بيو، وإلورا تورشيا.
إنه يمثل أول ظهور لـ ليبرتي في دور أدام هال وبينيت في دور أولف الأبيض، وتورشيا في دور كات.
تم الإعلان عن اختيار ليبرتي وبينيت في ديسمبر 2023.

## الاستقبال

### التقييمات
في الولايات المتحدة، شاهد ما يقدر بنحو 1.3 مليون حلقة «رينيرا القاسية» خلال بثها الأول على شبكة إتش بي أو وحدها في 23 يونيو 2024.

### الاستقبال النقدي
قوبلت الحلقة بمراجعات إيجابية للغاية من النقاد. في مجمع المراجعة روتن توميتوز، حصل على نسبة موافقة 100% بناءً على 14 مراجعة، بمتوسط تقييم 7.2/10. يقول الإجماع النقدي للموقع: «حلقة يتخللها الحزن والانتقام، «رينيرا القاسية» تعمق مجموعة آل التنين بطبقات عاطفية جديدة بينما تتكدس في حركات مضادة دموية لا تُنسى.»
قامت هالي ويتمير وايت من تي في فناتيك بتقييم الحلقة بـ 4.5 من أصل 5 نجوم. أعطاها أليك بوجالاد من دن أوف جيك 4 من أصل 5 نجوم، واصفًا إياها بأنها «واحدة من أكثر حلقات المسلسل انضباطًا من حيث الموضوع حتى الآن.» أشاد جيمس هانت من سكرين رانت، الذي وجد مشهد «دم» و«جبنة» سابقًا مخيبًا للآمال، بتصوير الحلقة لتداعياتها. وأشاد بعمل الشخصية الجذاب والعاطفي والأداءات الرائعة، واصفًا إياها بأنها «جزء قوي آخر حيث تقترب رقصة التنانين من الاشتعال حقًا.» سجلت كاتي دول من موارد الكتب المصورة الحلقة 9 من أصل 10 قائلة: «من الواضح بنهاية هذه الحلقة أنه لا أحد يربح هذه الحرب. لقد قام آل التنين بتحريك القطع بحيث يخسر الجميع بشكل أو بآخر. [...] إنه أمر ينشط عرضًا خياليًا لإضفاء طابع إنساني على نفسه من خلال استكشاف جميع جوانب الحرب وعواقبها. مع مزيج من السياسات المتلاعبة وتسلسلات الحركة المحطمة للروح، [المسلسل] في طريقه ليكون دراما حرب خيالية آسرة.» أعطتها كارلي لين من كولايدر 8 من أصل 10، بينما صنفتها هيلين أوهارا من آي جي إن بـ 7 من 10، مشيرة إلى أنها كانت «حلقة حزينة ومثقلة بحزن جميع الممثلين الرئيسيين تقريبًا.» علاوة على ذلك، كايلي دراي من إيه. في. كلوب صنف الحلقة بـ «ب+»، وكتب، «هذه الحلقة تعتمد بذكاء على توترات افتتاحية الموسم [...] إنها حلقة أخرى جميلة ورائعة، مليئة بالأحداث التشويق والحزن الهادئ.»
تلقى أداء الممثلين إشادة واسعة النطاق من النقاد، ولا سيما أداء غلين كارني، ودارسي،، وسابان،، وإيفانز، وكوك. سلط جيمس هانت الضوء على أداء غلين كارني ووصفه بأنه «رائع»، خاصة لأداءه ليس فقط نطاق تمثيله ولكن أيضًا نطاق إجون العاطفي. كما أشاد بسابان، مشيرًا إلى قدرتها على «[نقل] الكثير بعينيها و[ظفر] تعقيدات الأم الحزينة»، وقال إيفانز إن هذا كان «أفضل أداء له بدور أوتو حتى الآن». بروما خوسلا من إندي واير، الذي صنف الحلقة بـ«ب»، خص سابان وغلين كارني لأدائهما المتميز، ووصف أداء كوك بأنه «ممتاز». كما خصتا هالي ويتمير وايت وكايلي دراي أداء غلين كارني، حيث وصفت وايت تصويره للأب الحزين بأنه «رائع»، وأطلقت عليه دراي لقب «أفضل لاعب لهذا الأسبوع». أشاد أليك بوجالاد بدارسي باعتبارها «واحدة من أفضل المؤديين في المسلسل»، مشيدًا بقدرتها على «[التقاط] فهم رينيرا المتأخر لماهية ديمون حقًا ونقاطها العمياء السياسية على قدم المساواة.» ألكسندرا بولارد من ديلي إكسبريس أشادت على وجه التحديد بدارسي وسابان، ووصفت الأولى بـ«الرائعة» والأخير بـ«الاستثنائية».
كما سلط النقاد الضوء على عدة مشاهد محددة، بما في ذلك القتال بين إريك وآريك، والجدال بين رينيرا وديمون، وتوبيخ أوتو لإجون، وتفاعل راينيرا مع ميساريا. وصفت بروما خوسلا القتال بأنه «وداع رائع للأخوين تيتنسور»، ووصفته بأنه «لا يُنسى» و«مؤثر»، بينما وصفه سانتانو داس من صحيفة هندوستان تايمز بأنه «واحدة من أكثر اللحظات وحشية وإقناعًا في الموسم حتى الآن». بالإضافة إلى ذلك، أشاد النقاد أيضًا بإخراج كيلنر، وكتابة هيس، وموسيقى جوادي، وتصوير مارتينيز السينمائي، وأعمال الكاميرا.

## وصلات خارجية
- رينيرا القاسية على موقع IMDb (الإنجليزية)
- رينيرا القاسية على موقع ميتاكريتيك (الإنجليزية)
- رينيرا القاسية على موقع روتن توميتوز (الإنجليزية)